# 维莱-斯通库尔
维莱-斯通库尔（法語：Villers-Stoncourt，法語發音：[vilɛʁ stɔ̃kuʁ]）是法国摩泽尔省的一个市镇，属于梅斯区。该市镇于1790年由维莱（Villers）和斯通库尔（Stoncourt）合并而成。

## 地理
维莱-斯通库尔（49°3'24"N, 6°25'1"E）面积10.57 平方千米，位于法国大東部大區摩泽尔省，该省份为法国东北部内陆省份，是洛林的一部分，西南接默尔特-摩泽尔省，东临下莱茵省，北与卢森堡和德国接壤。
与维莱-斯通库尔接壤的市镇（或旧市镇、城区）包括：昂塞维尔、巴宗库尔、尚维尔、甘格朗日、埃米利、塞尔维尼莱拉维尔。

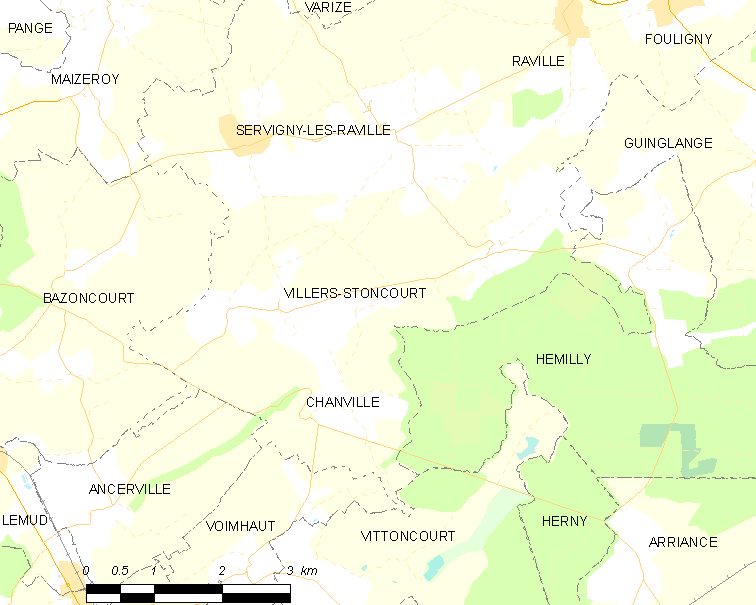
维莱-斯通库尔的OSM定位图

维莱-斯通库尔的时区为UTC+01:00、UTC+02:00（夏令时）。

## 行政
维莱-斯通库尔的邮政编码为57530，INSEE市镇编码为57718。

## 政治
维莱-斯通库尔所属的省级选区为福尔克蒙县。

## 人口

1962-2008年间维莱-斯通库尔人口变化图示

维莱-斯通库尔于2022年1月1日时的人口数量为222人。